# Emilio Rodríguez Sabio
Emilio Rodríguez Sabio (Adra, 1892 - Córdoba, 1955) fue un político y sindicalista español.

## Biografía
Nacido en Adra (Almería España) en 1892, de profesión fue trabajador de seguros. Miembro del PSOE, llegaría a ejercer algunos cargos directivos en el Sindicato de Seguros de la UGT. Tras el estallido de la Guerra civil pasó a formar parte del comisariado político del Ejército Popular de la República. A lo largo de la contienda fue comisario político de la 21.ª Brigada Mixta y posteriormente, del VI Cuerpo de Ejército. También sería jefe de información del Comisariado General y enlace con el Estado Mayor Central, así como profesor de la Escuela de Comisarios. Al final de la guerra se encontraba en el frente de Extremadura, como comisario del VI Cuerpo de Ejército.
Capturado por los franquistas en Alicante, pasó por los campos de concentración de Albatera y Porta Coeli. Sin embargo, en junio de 1940 logró escapar y pasar a la clandestinidad. Tiempo después lograría pasar a Portugal, desde donde embarcó rumbo a Argentina (país al que llegó en octubre de 1941). En la capital argentina militaría en el grupo socialista «Pablo Iglesias». Durante algún tiempo residió en Montevideo, capital de Uruguay, donde sería presidente del PSOE (Sección Uruguay) y director del periódico Lealtad (órgano del Centro Republicano Español). Posteriormente regresaría a Argentina.
Falleció en la ciudad argentina de Córdoba el 12 de enero de 1955.